# Uniseta flagellifera
Uniseta flagellifera är en svampart som först beskrevs av Ellis & Everh., och fick sitt nu gällande namn av Ciccar. 1947. Uniseta flagellifera ingår i släktet Uniseta och familjen Gnomoniaceae.   Inga underarter finns listade i Catalogue of Life.